# Klutiana jezoensis
Klutiana jezoensis là một loài tò vò trong họ Ichneumonidae.